# Якісна редукція
Якісна редукція — редукція, за якої голосні ненаголошених складів стають не тільки слабшими і коротшими, але й утрачають деякі ознаки свого тембру, тобто свою якість.

## Загальний опис
Якісна редукція є тільки в мовах з динамічним наголосом. При дуже сильній редукції ненаголошені голосні можуть зовсім зникати: рос. жáв(о)ронки, прóвол(о)ка, сýтол(о)ка, с(ей)чáс, все-т(а)ки, (И)ван (И)вáнович; англ. I am busy [aɪm'bɪzi], it is [ɪts], inconsiderable [ˌɪnkən'sɪd(ə)rəbl] «незначний». В англійській мові кінцеві зредуковані голосні зовсім зникли: face [feɪs] «обличчя», game [geɪm] «гра», name [neɪm] «ім'я». Подібне трапилося і в давньоруській мові, де зредуковані голосні [ъ] і [ь] у слабкій позиції зникли: видъ → вид, шьвьць → швець, съна → сна. Відбулася також редукція голосного [и] в другій особі однини дієслів: пишеши → пишеш.
Для української мови якісна редукція не характерна. Усі голосні в ненаголошених позиціях зберігають свої якісні характеристики, тільки [о] перед [у] стає більш губним, а [е] і [и] в ненаголошеній позиції звучать однаково.